# Pengandonan (Buay Madang Timur)
Pengandonan is een bestuurslaag in het regentschap Ogan Komering Ulu van de provincie Zuid-Sumatra, Indonesië. Pengandonan telt 1295 inwoners (volkstelling 2010).